# نبرد برویا
نبرد برویا (انگلیسی: Battle of Beroia)، نبردی است در سال ۱۱۲۲ بین امپراتوری روم شرقی و پچنگ‌ها در بلغارستان امروزی که با پیروزی قاطع نیروهای بیزانس به رهبری ژان دوم همراه بود.